# Домінік Вулдрідж
Домінік Вулдрідж (англ. Dominic Wooldridge, нар. 11 березня 1999, Веллінгтон) — новозеландський футболіст, захисник клубу «Істерн Сабарбс».

## Клубна кар'єра
Народився 11 березня 1999 року в місті Веллінгтон. Вихованець юнацької команди «Тім Веллінгтон». У дорослому футболі дебютував 2018 року виступами за команду «Істерн Сабарбс», кольори якої захищає й донині.

## Виступи за збірну
У складі молодіжної збірної Нової Зеландії Вулдрідж взяв участь у молодіжному чемпіонаті світу 2019 року у Польщі.